# Барроуз, Ева
Ева Барроуз (англ. Eva Burrows; 15 сентября 1929, Ньюкасл, Новый Южный Уэльс — 20 марта 2015, Мельбурн) — офицер австралийской Армии спасения, а с 1986 по 1993 год занимала должность генерала Армии спасения. Она служила офицером Армии спасения с 1951 года и до её отставки в 1993 году. В 1993 году Генри Гариепи выпустил биографическую книгу о жизни Евы Барроуз: «General of God’s Army the Authorized Biography of General Eva Burrows». Награждена орденом Австралии и орденом Основателя.

## Ранний период жизни
Родилась 15 сентября 1929 года в Ньюкасле. Её родители, Роберт и Элла Барроуз, были офицерами Армии спасения. У пары было девять детей: Дороти, Джойс, Беверли, Уолтер, Роберт, Брэмуэлл, Элизабет, Ева и Маргарет. Из-за странствующего образа жизни её родителей обучение в начальной школе для Евы Барроуз было прервано и она окончила среднее образование в средней государственной школе Брисбена. В 17 лет Ева Барроуз поступила в Квинслендский университет и получила степень бакалавра искусств в мае 1950 года по специальности «английский язык и история».

## Армия спасения
В 1950 году Ева Барроуз поступила в Международный учебный колледж Армии спасения в Лондоне. В 1951 году стала офицером Армии спасения. После обучения в Лондонском университете на педагогическом факультете, затем работала в Говардском институте в Родезии с 1952 по 1967 год, была директором Ашерского института с 1966 по 1970 год, а с 1970 по 1975 год служила в Международном офицерском колледже в Сайденхам-Хилле в Лондоне, сначала в должности помощника директора, затем стала директором.
В 1975 году стала руководителем службы социального обеспечения для женщин Армии спасения в Великобритании, а в 1977 году стала руководителем Армии спасения на Шри-Ланке. В 1980 году стала руководителем Армии спасения в Шотландии, а в 1982 году руководителем Армии спасения в Южной Австралии. В 1986 году была избрана генералом Армии спасения с самым минимальным перевесом в истории Высшего совета (с перевесом в один голос). В 1986 году в 56 лет Ева Барроуз стала самым молодым в истории командующим Армией спасения и была единственной женщиной-кандидатом на эту должность среди 6 мужчин-кандидатов. После победы на голосовании она сменила на должности Ярла Вальстрёма. В течение семи лет в качестве лидера Армии спасения доказала свою высокую эффективность, осуществляла операции в примерно 90 странах мира и поддерживая дух евангелизации в армии, помогая Восточной Европы после падения коммунизма. В конце срока полномочий в должности генерала срок её полномочий был продлён ещё на два года из-за отличных достижений.
Ева Барроуз продолжала активную борьбу, отработав десять лет в Правлении Международного библейского общества (в 2005 году), и будучи международным чемпионом кампании «Будь героем», а также занимая должность в Совете Военного колледжа Армии спасения. Она написала книгу: «A Field For Exploits: Training Leaders For The Salvation Army».

## Смерть
20 марта 2015 года Ева Барроуз получила звание Славы в центре Коппин в Мельбурне, Виктория. В день смерти её окружали близкие, и две работающие африканские медсестры пели с ней гимн Зимбабве. Третья медсестра, которая ухаживала за ней, была из Ашерского института, в котором ранее Ева Барроуз занимала должность директора.

## Награды
В честь Дня Австралии в 1986 году Ева Барроуз стала реципиентом ордена Австралии с комментарием: «В знак признания заслуг в духовном благополучии общества и социальной справедливости в качестве мирового лидера Армии спасения». В 1994 году стала компаньоном ордена Австралии.
В 1988 году стала почётным доктором гуманитарных наук в Женском университете Ихва в Сеуле, а в 1988 году была удостоена звания почётного доктора права Университета Эсбери в США. В декабре 1993 года стала почётным доктором философских наук в Квинслендском университете. 1 января 2001 года Ева Барроуз была награждена медалью Столетия за службу австралийскому сообществу. В том же году она была также введена в список почётных женщин штата Виктории. Ева Барроуз была введена в Зал славы лидеров бизнеса штата Квинсленд в 2012 году. 3 июля 2015 года, через три месяца после её смерти, генерал Ева Барроуз посмертно была удостоена высшей награды Армии Спасения — ордена Основателя на церемонии в Лондоне, посвящённому 150-ти летнему юбилею Армии спасении.

## Комментарии
1. ↑  Эвфемизм, обозначающий смерть человека, служившего в армии Спасения.